# 목포성신고등학교
목포성신고등학교(木浦星信高等學校)는 대한민국 전라남도 목포시 상동에 있는 사립 고등학교이다.

## 학교 연혁
- 1983년 4월 20일 : 학교법인 신명학원 설립
- 1983년 4월 21일 : 18개 학급 설립인가(상업 2, 회계 2, 정보처리 2)
- 1984년 3월 5일 : 개교 및 초대 이종필 교장 취임
- 1996년 3월 1일 : 목포성신여자실업고등학교로 개명
- 2001년 7월 1일 : 남녀공학 인가
- 2002년 3월 1일 : 목포성신고등학교로 교명 변경
- 2019년 3월 1일 : 제11대 김성용 교장 취임
- 2022년 2월 9일 : 제36회 졸업 50명(총 졸업생수 9,462명)

## 설치 학과
- 금융정보과
- 관광조리과
- 관광외식서비스과

## 참고 자료
- 목포성신고등학교 - 한국교육학술정보원 학교알리미